# Eric Takabatake
Eric Gomes Takabatake (São Bernardo do Campo, 9 de janeiro de 1991) é um judoca brasileiro da categoria meio-leve (até 66kg). Atleta do Clube Pinheiros e da seleção brasileira de judô (CBJ). Eric fez parte da delegação brasileira nos Jogos Olímpicos de Tóquio 2020 na categoria até 60kg (peso ligeiro).

## Carreira
O paulista tem história parecida com a de milhares de brasileiros que optam pela prática do judô para desenvolvimento de valores. Com nove anos, começou na modalidade no Clube Mesc, próximo de sua casa em São Bernardo do Campo, no estado de São Paulo.
Em 2011, por influência de seu irmão mais velho, treinava esporadicamente no Pinheiros e, em 2012, recebeu um convite para fazer parte da equipe principal — de onde nunca mais saiu. Chegou à seleção brasileira sênior em 2013 e se firmou já no ano seguinte, com medalhas conquistadas no Grand Prix de Havana e da Mongólia, além do ouro no Pan-Americano de Buenos Aires . Ainda em 2014, disputou seu primeiro Mundial de Judô e já figurava entre os 20 melhores judocas do mundo.
O sonho de Eric sempre foi representar o Brasil nos Jogos Olímpicos e trazer uma medalha. Em 2021, uma parte desse sonho se tornou realidade ao ser convocado para os Jogos Olímpicos de Tóquio 2020. Acabou a competição sem subir no pódio, ao cair nas oitavas de finais, mas deixou a capital japonesa agradecendo a oportunidade de ser atleta olímpico . 
Após os Tóquio 2020, Eric subiu de peso e começou a competir pela categoria até 66kg (peso meio-leve) .

## Jogos Olímpicos de Tóquio 2020
Em 16 de junho de 2021, Eric foi convocado pela Confederação Brasileira de Judô (CBJ) para a sua primeira Olimpíada: os Jogos Olímpicos de Tóquio 2020, no Japão . O paulista lutou no dia 24 de julho, primeiro dia da modalidade na Olimpíada, e acabou caindo nas oitavas de final para o sul-coreano Kim Won-Jin . Antes, o paulista venceu Soukphaxay Sithisane, de Laos, por ippon .

## Conquistas

### 2023
- Ouro no Aberto de Córdoba, na Argentina

### 2022
- Bronze no Aberto de Riccione, na Itália
- Ouro no Campeonato Pan-Americano e da Oceania de Lima, no Peru

### 2020
- Ouro no Campeonato Pan-Americano de Guadalajara, no México

### 2019
- Prata por equipes no Mundial Militar de Wuhan, na China
- Prata no Grand Slam de Brasília
- Prata no Campeonato Pan-Americano de Lima, no Peru
- Bronze no Troféu Brasil

### 2018
- Ouro no individual no Mundial Militar do Rio de Janeiro
- Ouro por equipes no Mundial Militar do Rio de Janeiro
- Ouro no Troféu Brasil
- Bronze no Grand Slam de Düsseldorf, na Alemanha

### 2017
- Ouro no Campeonato Pan-Americano na Cidade do Panamá, no Panamá
- Prata no Troféu Brasil

### 2016
- Ouro no Grand Prix de Havana, em Cuba
- Prata no Grand Slam de Abu Dhabi, nos Emirados Árabes
- Bronze no Aberto de Oberwart, na Áustria
- Bronze no Campeonato Pan-Americano de Havana, em Cuba
- Ouro no Troféu Brasil

### 2015
- Bronze no Grand Prix de Jeju, na Coreia do Sul
- Prata no Pan-Americano de Edmonton, no Canadá
- Bronze no Aberto de Varsóvia, na Polônia
- Prata no Troféu Brasil

### 2014
- Prata no Grand Prix de Ulaanbaatar, na Mongólia
- Prata no Grand Prix de Havana, em Cuba
- Ouro no Aberto Pan-Americano de Buenos Aires, na Argentina
- Bronze no Aberto Pan-Americano de Montevidéu, no Uruguai
- Ouro no Troféu Brasil

### 2013
- Ouro no Aberto Pan-Americano de San Salvador, em El Salvador
- Prata no Grand Prix de Miami, nos Estados Unidos
- Ouro no Sul-Americano de Buenos Aires, na Argentina
- Prata no Aberto Pan-Americano de Buenos Aires, na Argentina
- Prata no Troféu Brasil

## Vida pessoal
Desde 2017, Eric namora a também judoca brasileira Aléxia Castilhos. A gaúcha é atleta do clube Sogipa, também é titular da seleção brasileira de judô e luta na categoria meio-médio (até 63kg) .

## Exército Brasileiro
Assim como diversos atletas brasileiros, Eric foi terceiro sargento do Exército Brasileiro, integrante da Comissão de Desportos do Exército (CDE), de 2014 a 2022.